# Movimientos de la Tierra
La Tierra está sometida a movimientos de diversa índole. Los principales movimientos de la Tierra se definen con referencia al Sol y son: rotación, traslación, precesión, nutación, bamboleo de Chandler y la precesión del perihelio.

## Movimiento de rotación

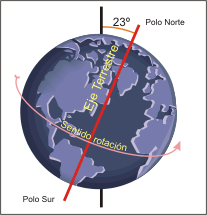
Movimiento de rotación.

Es un movimiento que efectúa la Tierra girando sobre el eje terrestre, que corta a la superficie en dos puntos llamados polos. Este giro es de oeste a este, o sea que para un observador situado en el espacio sobre el polo norte terrestre, este movimiento es levógiro (contrario al de las manecillas del reloj). Una vuelta completa, tomando como referencia a las estrellas, dura 23 horas con 56 minutos 4,1 segundos y se denomina día sidéreo. Si tomamos como referencia al Sol, el mismo meridiano pasa frente a nuestra estrella cada 24 horas, llamado día solar. Los aproximadamente 3 minutos y 56 segundos de diferencia se deben a que en ese plazo de tiempo la Tierra ha avanzado en su órbita y debe girar algo más que un día sideral para completar un día solar.
La primera referencia tomada por el hombre fue el Sol, cuyo movimiento aparente, originado en la rotación de la Tierra, determina el día y la noche, dando la impresión que el cielo gira alrededor del planeta. En el uso coloquial del lenguaje se utiliza la palabra día para designar el período que en astronomía se llama día solar, y se corresponde con el tiempo solar.

## Movimiento de traslación
Es el movimiento por el cual el planeta Tierra gira en una órbita elíptica alrededor del Sol en 365 días y algo menos de 6 horas. Para un observador situado en el espacio sobre el polo norte terrestre, este movimiento también es levógiro (contrario al de las manecillas del reloj), y lógicamente, visto desde polo sur terrestre, este movimiento  es dextrógiro (como el de las manecillas del reloj). Como el calendario registra 365 días enteros, el comienzo de cada año se va adelantando, lo que se compensa aproximadamente haciendo que uno de cada algo más de cuatro años, al que se denomina año bisiesto, tenga 366 días. La causa del movimiento de traslación es la acción de la gravedad y origina una serie de cambios que, al igual que el día, permiten la medición del tiempo. Tomando como referencia el Sol, resulta lo que se denomina año tropical, lapso necesario para que se repitan las estaciones del año. Dura 365 días, 5 horas, 48 minutos y 45 segundos. El movimiento que describe es una trayectoria elíptica de 930 millones de kilómetros, a una distancia media del Sol de prácticamente 150 millones de kilómetros, 1 ua (unidad astronómica: 149 597 871 km) u 8,317 minutos luz. De esto se deduce que la Tierra se desplaza por su órbita a una velocidad media de 106 200 km/h (29,5 km/s).
La trayectoria u órbita terrestre es elíptica. El Sol ocupa uno de los focos de la elipse y, debido a la excentricidad de la órbita, la distancia entre el Sol y la Tierra varía a lo largo del año. En los primeros días de enero se alcanza la máxima proximidad al Sol, produciéndose el perihelio, cuando la distancia es de 147,5 millones de kilómetros, mientras que en los primeros días de julio se alcanza la máxima lejanía, denominado afelio, cuando la distancia es de 152,6 millones de kilómetros.
Como se observa en el gráfico de arriba, el eje terrestre forma un ángulo de unos 23,5° respecto a la normal de la eclíptica, fenómeno denominado oblicuidad de la eclíptica. Esta inclinación, combinada con la traslación, produce sendos largos períodos de varios meses de luz y oscuridad continuadas en los polos geográficos, además de ser la causa de las estaciones del año, derivadas de los cambios en el ángulo de incidencia de la radiación solar y en la duración de las horas de luz que esa oblicuidad produce.

## Movimiento de precesión de los equinoccios

Ángulo de precesión.

La precesión de los equinoccios (el cambio lento y gradual en la orientación del eje de rotación de la Tierra) se debe al movimiento de precesión de la Tierra causado por el momento de fuerza ejercido por el sistema Tierra-Sol en función de la inclinación del eje de rotación terrestre con respecto al plano de la órbita terrestre (alrededor de 23°43′ actualmente). Este movimiento se efectúa por completo cada 25 776 años (por lo que aproximadamente cada 130 siglos se invertirían las estaciones, pero la diferencia entre el año sidéreo y el año trópico es incorporada y corregida por el calendario gregoriano) y un observador en el espacio, situado sobre el polo norte, lo vería como un giro levógiro (en el sentido contrario del de las agujas del reloj).
La inclinación del eje terrestre varía de 23° a 27°, ya que depende (entre otras causas) de los movimientos telúricos. En febrero del 2010, se registró una variación del eje terrestre de 8 centímetros aproximadamente, por causa del terremoto de 8,8° Richter que afectó a Chile. En tanto que el maremoto y consecuente tsunami que azotó al sudeste asiático en el año 2004, desplazó 17,8 centímetros al eje terrestre.

## Movimiento de nutación

La precesión se acompaña de una oscilación del eje de rotación hacia abajo y hacia arriba, que recibe el nombre de nutación.

La precesión es aún más compleja si consideramos un cuarto movimiento: la nutación. Esto sucede con cualquier cuerpo simétrico o esferoide girando sobre su eje; un trompo (peonza) es un buen ejemplo, pues cuando cae comienza la precesión. Como consecuencia del movimiento de caída, la púa del trompo se apoya en el suelo con más fuerza, de modo que aumenta la fuerza de reacción vertical, que finalmente llegará a ser mayor que el peso. Cuando esto sucede, el centro de masa del trompo comienza a acelerar hacia arriba. El proceso se repite, y el movimiento se compone de una precesión acompañada de una oscilación del eje de rotación hacia abajo y hacia arriba, que recibe el nombre de nutación.
Para el caso de la Tierra, la nutación es la oscilación periódica del polo de la Tierra alrededor de su posición media en la esfera celeste, debido a las fuerzas externas de atracción gravitatoria entre la Luna y el Sol con la Tierra. Esta oscilación es similar al movimiento de una peonza (trompo) cuando pierde fuerza y está a punto de caerse.
La Tierra se desplaza unos nueve segundos de arco cada 18,6 años, lo que supone que en una vuelta completa de precesión, la Tierra habrá realizado 1385 bucles.
Para hacernos una idea de este movimiento, imaginemos que, mientras el eje de rotación describe el movimiento cónico de precesión, recorre a su vez una pequeña elipse o bucle en un periodo de 18,6 años.
En una vuelta completa de precesión (25 776 años) la Tierra realiza más de 1300 bucles de nutación. El movimiento de nutación de la Tierra fue descubierto por el astrónomo británico James Bradley.

## Bamboleo de Chandler
Se trata de una pequeña oscilación del eje de rotación de la Tierra que añade 0,7 segundos de arco en un período de 433 días.
Fue descubierto por el astrónomo estadounidense Seth Carlo Chandler en 1891, y actualmente no se conocen las causas que lo producen, aunque se han propuesto varias teorías (fluctuaciones climáticas causantes de cambios en la distribución de la masa atmosférica, posibles movimientos geofísicos bajo la corteza terrestre, variaciones de concentración salina en el mar, etc.). La suma del Bamboleo de Chandler y otros efectos menores se denomina movimiento polar.

## Movimiento de precesión delperihelio

Representación artística exagerada de la precesión apsidial

En el movimiento de traslación, la Tierra describe una elipse en torno al Sol, que ocupa uno de los focos de dicha elipse, pero el otro foco no es estático también gira lentamente un pequeño ángulo de 3,84 arcosegundos por siglo, alrededor del Sol, en el mismo sentido de la órbita y este giro del foco libre de la elipse se conoce como  precesión apsidial o precesión o avance del perihelio, que es el momento de menor distancia de la Tierra al Sol. Lógicamente el afelio, o momento de mayor distancia de la Tierra al Sol,  también sufre este avance, que, aun siendo angularmente igual, tangencialmente es mayor todavía. Este movimiento tiene un período de unos 34 285 714 años.

## Variaciones orbitales
Las variaciones orbitales o ciclos de  Milanković describen los efectos conjuntos que los cambios en los movimientos de la Tierra provocan en el clima a lo largo de miles de años. El término fue acuñado tras los estudios realizados por el astrónomo y geofísico serbio Milutin Milanković. En la década de 1920, teorizó que las variaciones resultantes provocaban cambios cíclicos en la radiación solar que llega a la superficie terrestre y que ello influía considerablemente en los patrones de los cambios climáticos sobre la Tierra. 
Algunas teorías astronómicas similares habían sido anticipadas durante el siglo XIX por Joseph Adhemar, James Croll y otros, pero su verificación era compleja debido a la ausencia de datos fósiles relevantes y porque tampoco estaba claro qué períodos fueron importantes en el pasado para comprobarlo.